# Dactylosoma lethrinorum
Dactylosoma lethrinorum is een soort in de taxonomische indeling van de Myzozoa, een stam van microscopische parasitaire dieren. Het organisme komt uit het geslacht Dactylosoma en behoort tot de familie Dactylosomatidae. Dactylosoma lethrinorum werd in 1960 ontdekt door Saunders.